# گورستان پیله
قبرستان پیله مربوط به دوره اشکانیان است و در شهرستان مریوان، بخش مرکزی، روستای سلسلی واقع شده و این اثر در تاریخ ۲۳ شهریور ۱۳۸۲ با شمارهٔ ثبت ۱۰۰۹۳ به‌عنوان یکی از آثار ملی ایران به ثبت رسیده است.